# Ilbono
Ilbono (sardinsky: Irbòno) je italská obec (comune) v provincii Nuoro v regionu Sardinie. Nachází se ve výšce 400 metrů nad mořem a má přibližně 2 000 obyvatel. Rozloha obce je 31,13 km².